# هرومبیلی
هرومبیلی (به لاتین: Heroumbili) یک زیستگاه انسانی در اتحاد قمر است که در گرند کومور واقع شده‌است.

## خصوصیات
هرومبیلی ۱٬۱۰۱ نفر جمعیت دارد.